# 阿奇博德·文森特·阿諾德
阿奇博爾德·文森特·阿諾德少将（英語：Archibald Vincent Arnold，1889年2月24日—1973年1月4日）是一名美國陸軍軍官，曾在第二次世界大戰期間服役。

## 早年和職業生涯

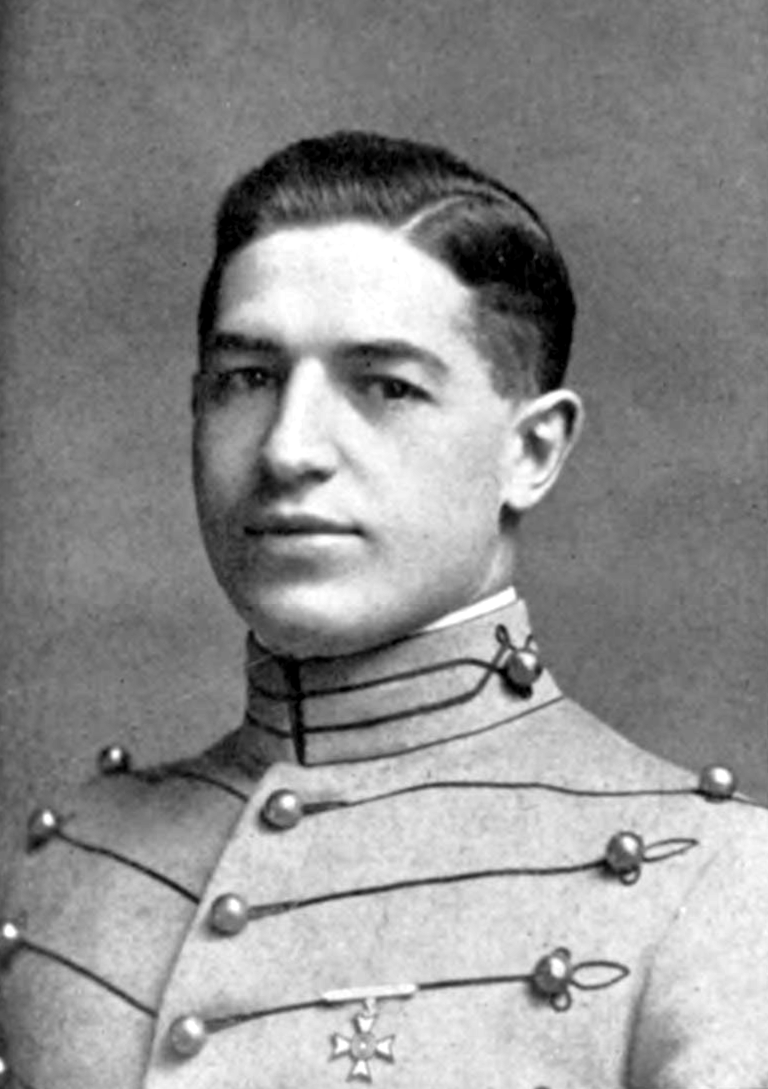
1912年在西點軍校

阿諾德於1889年2月24日出生於康涅狄格州科林斯維爾，他就讀於西點軍校，並是該校的全美橄欖球運動員。1912年6月從西點軍校畢業後，阿諾德被任命加入美國陸軍步兵部隊。

## 第二次世界大戰
第一次世界大戰服役後，1928年至1930年就讀於美國陸軍指揮參謀學院。
二戰初期，阿諾德任第一軍參謀長兼第69野戰砲兵旅和第44師旅長。
阿諾德在阿留申群島戰役擔任第七步兵師二師長。阿諾德繼續擔任第七軍團的二把手直到1944年
。
阿諾德在菲律賓戰役和沖繩島戰役擔任第七師的指揮官。他因二戰服役而獲得陆军杰出服役勋章。
戰後阿諾德於1945年至1946年間擔任朝鮮軍政長官。曾擔任1946年1月在韓國首爾召開的美蘇聯合委員會的美國首席代表，隨後又擔任美國的首席代表。隨後於1946年4月成立了蘇聯聯合委員會。聯合委員會的首要任務是在1945年被國家戰爭海軍協調委員會（SWNCC）分裂後重新統一朝鮮和韓國。阿諾德於1948年從陸軍退役。

## 個人生活
阿諾德與瑪格麗特·特里特·阿諾德結婚。

## 榮譽

### 傑出服務獎章

#### 引文
SYNOPSIS: Major General Archibald Vincent Arnold (ASN: 0-3395), United States Army, was awarded the Army Distinguished Service Medal for exceptionally meritorious and distinguished services to the Government of the United States, in a duty of great responsibility as Commanding General of the 7th Infantry Division, during the period October 1944 to July 1945.
簡介：合眾國陸軍少將阿奇博爾德·文森特·阿諾德（ASN：0-3395）因履行作為合眾國陸軍司令的重大責任，為合眾國政府做出的傑出貢獻而被授予陸軍傑出服務獎章第7步兵師，1944年10月至1945年7月期間。
SYNOPSIS: Major General Archibald V. Arnold (ASN: 0-3395), United States Army, was awarded a Bronze Oak Leaf Cluster in lieu of a Second Award of the Army Distinguished Service Medal for exceptionally meritorious and distinguished services to the Government of the United States, in a duty of great responsibility as Chief US Delegate, U.S.-U.S.S.R. Joint Commission for Korea in 1946.
簡介：合眾國陸軍少將阿奇博爾德·V·阿諾德 (Archibald V. Arnold)（ASN：0-3395）因其為合眾國政府做出的傑出貢獻而被授予青銅橡葉勳章，以代替第二次陸軍傑出服務獎章1946年，合眾國作為合眾國蘇聯朝鮮問題聯合委員會首席合眾國代表，肩負著重大責任。

### 銀星

#### 引文
SYNOPSIS: Major General Archibald Vincent Arnold (ASN: 0-3395), United States Army, was awarded the Silver Star for conspicuous gallantry and intrepidity in connection with military operations against the enemy during World War II.
簡介：合眾國陸軍少將阿奇博爾德·文森特·阿諾德（ASN：0-3395）因在第二次世界大戰期間對敵軍事行動中表現出的英勇和勇敢而被授予銀星勳章。

### 功勳軍團勳章

#### 引文
SYNOPSIS: Major General Archibald Vincent Arnold (ASN: 0-3395), United States Army, was awarded the Legion of Merit for exceptionally meritorious conduct in the performance of outstanding services to the Government of the United States as Commanding General, 7th Infantry Division, from 1944 to 1945.
簡介：合眾國陸軍阿奇博爾德·文森特·阿諾德少將（ASN：0-3395）因在擔任第七步兵師司令期間為合眾國政府提供的傑出服務中表現出色而被授予功勳軍團勳章。從1944年到1945年。

## 外部連結
- Generals of World War II （页面存档备份，存于）